# Marlin (firmware)
Marlin es un firmware de código abierto para RepRap y otras impresoras 3D de modelado por deposición fundida (MDF) basadas en la plataforma Arduino. El firmware se ejecuta en el placa de control de la impresora 3D y administra todas las actividades en tiempo real de la máquina, incluido el movimiento a través de los controladores paso a paso, calentadores, sensores, luces, nivelación de cama, pantallas LCD y botones. Marlin es compatible con muchas placas diferentes y muchos diseños de impresoras 3D, incluidas impresoras cartesianas, impresoras delta, impresoras SCARA y otros diseños menos convencionales como Hangprinter.

## Historia
Marlin se creó en 2011 para las impresoras RepRap y Ultimaker; y afirma ser el firmware de impresión 3D más utilizado en el mundo.

## Desarrollo
El firmware es desarrollado por una comunidad de colaboradores, con Scott Laheine (también conocido como Thinkyhead) como desarrollador principal. Marlin 2.0 admitirá placas de 32 bits con gran parte del desarrollo en progreso. Marlin también se utiliza para muchos otros tipos de máquinas, incluidas las impresoras 3D SLA y SLS, fresadoras CNC o los robots para pintar huevos, entre otros.

## Tipo de licencia
Marlin usa una licencia GPL la cual requiere que las organizaciones y los individuos compartan su código fuente al modificar o expandir el código, algunos usuarios no han cumplido con la licencia, lo que ha llevado a los distribuidores a retirar sus productos.

## Uso
El firmware de Marlin es utilizado por muchos fabricantes diferentes, algunos de los cuales cumplen con la licencia
| Compañía                          | Cumplimiento de GPL                                         |
| --------------------------------- | ----------------------------------------------------------- |
| Aleph Objects' Lulzbot impresoras | Sí                                                          |
| Anet                              |                                                             |
| AnyCubic                          | Sí                                                          |
| Alphawise                         | Sí                                                          |
| Bibo                              |                                                             |
| BQ                                |                                                             |
| BCN3D                             | Sí                                                          |
| Creality                          | No: CR-X Sí: CR-10S y Ender3                                |
| FLSun                             | Sí                                                          |
| FolgerTech                        |                                                             |
| Geeetech                          | Sí                                                          |
| JGAurora                          | No: Un8, Z-603S, y Un7 Sí: Un3S Y Un5                       |
| LMYSTAR                           | Núm                                                         |
| Printrbot                         | Sí                                                          |
| Prusa Búsqueda                    | Sí y ha desarrollado su versión modificada propia de Marlin |
| Tevo                              | No                                                          |
| TronXY                            | No                                                          |
| Ultimaker                         | Sí                                                          |
| Wanhao                            | Sí                                                          |
| Zonestar                          | Sí                                                          |